# Syzygium phaeostictum
Syzygium phaeostictum är en myrtenväxtart som beskrevs av Elmer Drew Merrill och Lily May Perry. Syzygium phaeostictum ingår i släktet Syzygium och familjen myrtenväxter. Inga underarter finns listade i Catalogue of Life.